# Association des industries d'Haïti
L'Association des industries d'Haïti (ADIH), fondée en 1980, est une association d'environ 100 fabricants à Haïti.  En 2020, l'organisation est présidée par Wilhelm Lemke, qui remplace Georges B. Sassine. Cette organisation patronale est davantage connue à l'international pour ses actions de promotion des usines d'assemblages à Haïti.

## Chronologie
L'association des industries d'Haïti est fondée à Pétion-Ville en 1980.
Quelques semaines avant le renversement de Jean-Claude Duvalier en 1986, l'ADIH demande au gouvernement de faire preuve de « tolérance et de modération afin d’élargir le débat démocratique si nécessaire à (notre) survie ».
Dès 1989, il fait pression sur les États-Unis par rapport aux contingents d'importations textile venant d'Haïti,.
Suivant le coup d'État de 1991, qui amène le général Raoul Cédras à la présidence d'Haïti, l'association « crée et gère les comptes sous séquestre pour les impôts des grandes sociétés étrangères jusqu'en 1994 ».
De 2003 à 2006, en coordination avec Bill Clinton, l'ADIH a fait pression sur le gouvernement des États-Unis afin d'obtenir la levée du contingent d'importations sur les textiles venant de l'île (Cf. HOPE et HELP), En 2004, l'association a vu le renversement de Jean-Bertrand Aristide d'un œil positif.

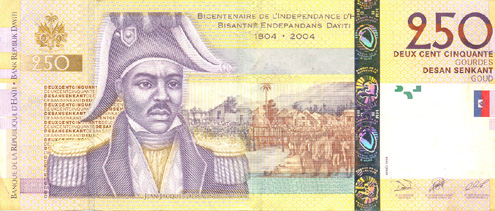
250 gourdes haïtiennes
(1 € = 73,4 gourdes)

En 2009, elle s'est opposée à la décision parlementaire à relever le salaire minimum à 200 gourdes l'heure.  En 2013, l'association faisait de nouveau pression contre un initiatif d'augmentation du salaire minimum, maintenant que les grèves porteraient préjudice à l'industrie textile à Haïti. Elle s'est opposée de nouveau à une augmentation du salaire minimum en 2016.
En 2016, l'ADIH a rencontré le président Jocelerme Privert pour aborder le problème de la contrebande à Haïti.